# الشواحطات (غيل باوزير)

'

تعديل مصدري - تعديل

الشواحطات هي إحدى قرى عزلة غيل باوزير بمديرية غيل باوزير التابعة لمحافظة حضرموت، بلغ تعداد سكانها 28 نسمة حسب تعداد اليمن لعام 2004.